# Мері Мартін
Мері Вірджинія Мартін (англ. Mary Virginia Martin, нар. 1 грудня 1913, Ветерфорд, Техас, США — 3 листопада 1990 , Ранчо-Міраж, Каліфорнія, США) — американська акторка і співачка. Чотириразова володарка театральної премії «Тоні». Удостоєна зірки на Голлівудській алеї слави.

## Біографія
Народилася 1 грудня 1913 року в невеликому техаському містечку Візерфорт. Її батько, Престон Мартін, був юристом, а мати, Хуаніта Преслі, учителькою грі на скрипці. Хоча лікарі попередили Хуаніту, що вона ризикуватиме життям, якщо вирішить народжувати, вона не слухала попереджень, бо дуже хотіла сина. Але в підсумку народилася Мері, що ввібрала в себе хлоп'ячий характер і в дитинстві була шибеницею. Мері була улюбленицею батька і її дитинство пройшло у щасливій обстановці поруч зі старшою сестрою Джеральдін.

### Ранній шлюб
Молодою дівчиною вона стала виступати суботніми вечорами в місцевому клубі, де співала в жіночому тріо. Мері мала дуже хорошу пам'ять, що полегшувало їй запам'ятовувати тексти пісень та допомагало в навчанні. Після закінчення школи в рідному місті батьки відправили її завершувати навчання в Нешвілл, через що їй довелося розлучитися зі своїм бойфрендом Бенджаміном Джексоном Гегменом. В Нешвіллі вона хоча і брала участь в місцевих розважальних програмах, іноді наслідуючи в співі Фанні Брайс, все ж туга за домом і коханим була набагато сильнішою. Під час візиту додому на канікулах Мері й Бенджамін переконали її матір дати згоду на їх весілля, і в 17 років Мартін була вже одруженою і вагітною. У вересні 1931 року народила сина Ларрі, що став популярним актором.
Нове життя спонукало Мері кинути школу і присвятити себе чоловікові, разом з яким вона жила в будинку її батьків. Але неповнолітня Мері, ймовірно, не зовсім розуміла, на що йде, одружуючись і народжуючи дитину. Повсякденні обов'язки сильно тяжіли над нею, і тоді вона зайнялася спершу танцями, а потім і зовсім відкрила свою власну танцювальну школу.

### Початок кар'єри
Бажаючи набратися професіоналізму, Мері вирушила до Каліфорнії, де відвідувала дві знамениті танцювальні школи, а після повернення відкрила ще одну танцювальну студію в сусідньому містечку Мінерал-Веллс. Її танцювальна студія розміщувалася в великому будинку, де перебували й інші студії, в тому числі й музичні. Одного разу Мартін зовсім випадково потрапила в одну з таких, де, виконавши одну зі знаменитих у ті роки пісень, привернула увагу музичних агентів з Каліфорнії. Мері Мартін взяли на роботу співачки, і вона стала виконувати пісні в одному з театрів Сан-Франциско, а пізніше і в Лос-Анджелесі.
Але водночас Мартін не могла повністю присвятити себе кар'єрі, оскільки в рідному місті у неї залишався чоловік і син. За порадою батька вона в 1936 році розлучилася з чоловіком і, кинувши все, поїхала в Голлівуд. Після численних спроб їй вдалося отримати роботу на радіо, де вона співала в одній з музичних передач. Але цього було замало і, бажаючи глибше пробитися у світ шоу-бізнесу, вона продовжувала відвідувати різні проби. Після двох років інтенсивної роботи на радіо і в нічних клубах Мартін вдалося привернути увагу знаменитого автора лібрето Оскара Гаммерстайна II. Він багато в чому посприяв тому, щоб Мері Мартін незабаром з'явилася на Бродвеї.

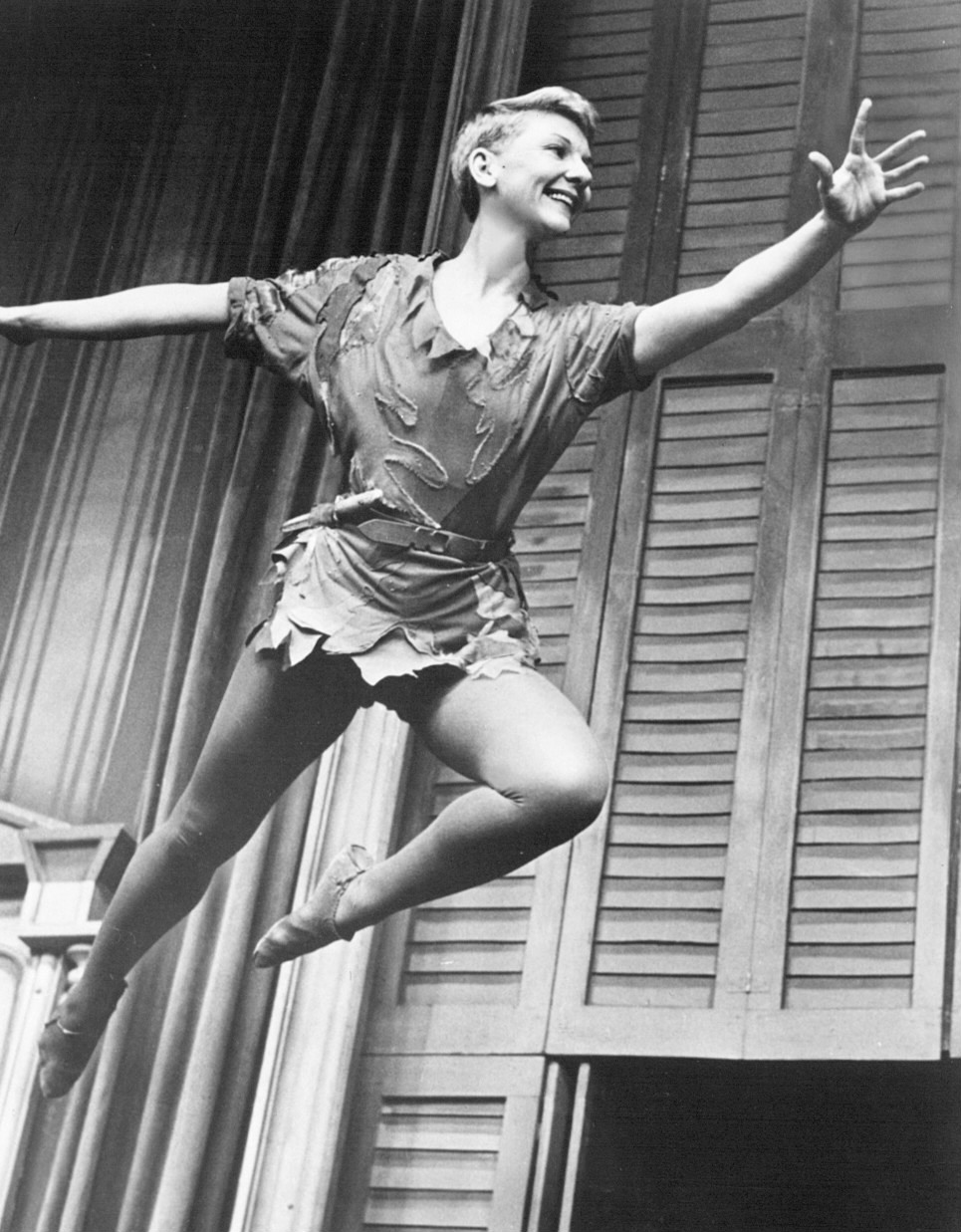
Мартін в ролі Пітера Пена

Її бродвейський дебют відбувся в 1938 році в мюзиклі «Залиш це мені!», де Мартін, виконавши лише одну пісню у другому акті, домоглася великого успіху, ставши «зіркою всього за одну добу». У тому ж році стартувала і кінокар'єра Мартін. У наступні кілька років вона з'явилася в музичних фільмах «Гнів Парижа» (1938), «Великий Віктор Герберт» (1939), «Ритм на річці» (1940), «Місто Нью-Йорк» (1941) і «Народження блюзу» (1941).
У травні 1940 року Мартін вдруге одружилася, з репортером і кінокритиком Річардом Голлідеєм. Від нього народила дочку Геллер Голлідей і залишалася в шлюбі до його смерті в березні 1973 року.
У 1943 році Мері Мартін удостоїлася премії Дональдсон і також нагороди нью-йоркських кінокритиків за появу в бродвейському мюзиклі «Один дотик Венери». Першу премію «Тоні» Мартін отримала в 1948 році з позначкою за розвиток театру в країні, а другу — в 1950 році за роль в знаменитому мюзиклі «Південь Тихого океану».
Однією з найуспішніших і знаменитих бродвейських ролей Мері Мартін став Пітер Пен в однойменному мюзиклі. Роль хлопчика, який не хоче дорослішати, Мартін виконувала з 1954 по 1960 рік, а в 1955 отримала за нього свою третю премію «Тоні». Однойменна телевізійна адаптація мюзиклу в 1955 році принесла їй також і «Еммі».
Не меншим успіхом користувався мюзикл «Звуки музики», поставлений в 1959 році й в якому Мартін виконала також головну роль. Ця роль, як, втім, і всі її попередні бродвейські появи, не залишилася непоміченою і принесла акторці її четверту статуетку «Тоні».
У 1965 році Мері Мартін виконала роль Доллі Леві в знаменитому мюзиклі «Хеллоу, Доллі!» в Лондоні, а потім вирушила з мюзиклом у світове турне. Це стало останньою великою театральною появою Мері Мартін, після якої вона все ж продовжувала зрідка з'являтися на Бродвеї, але не з колишнім розмахом.
Мері Мартін багато років була близькою подругою іншої бродвейської зірки Етель Мерман, а в 1977 році вони з'явилися на одній театральній сцені в постановці «Разом на Бродвеї: Мері Мартін і Етель Мерман».

### Останні роки
У 1982 році Мері Мартін потрапила в автокатастрофу і була госпіталізована в центральний госпіталь Сан-Франциско з переломами двох ребер, тазу і сильного пошкодження легенів. Крім неї, в машині знаходився її прес-агент, який загинув на місці, і подруга, акторка Джанет Гейнор, яка померла через два роки, так і не оговтавшись після аварії.
Востаннє на театральній сцені Мартін з'явилася в 1986 році в п'єсі «Легенди» з Керол Ченнінг в головній ролі. Після річного турне, що почалося в Далласі в січні 1986 року, її акторська кар'єра завершилася.
У 1989 році вона стала лауреаткою премії Центру мистецтв імені Джона Ф. Кеннеді за досягнення всього її життя. 
Мері Мартін померла від колоректального раку 3 листопада 1990 року у своєму будинку в містечку Ранчо-Міраж в Каліфорнії у віці 76 років. Похована на кладовищі в її рідному Вітерфорті в Техасі.

## Фільмографія
| Рік  |    | Українська назва            | Оригінальна назва        | Роль                                      |
| ---- | -- | --------------------------- | ------------------------ | ----------------------------------------- |
| 1938 | ф  | Ангел банальний             | The Shopworn Angel       | дубляж співочого голосу Маргарет Саллаван |
| 1938 | ф  | Бродвейська битва           | Battle of Broadway       | дубляж співочого голосу Джипсі Роуз Лі    |
| 1938 | ф  | Великий Віктор Герберт      | The Great Victor Herbert | Луїза Голл                                |
| 1940 | ф  | Ритм на річці               | Rhythm on the River      | Черрі Лейн                                |
| 1940 | ф  | Люби свого сусіда           | Love Thy Neighbor        | Мері Аллен                                |
| 1941 | ф  | Поцілуй хлопців на прощання | Kiss the Boys Goodbye    | Сінді Лу Бетані                           |
| 1941 | ф  | Місто Нью-Йорк              | New York Town            | Александра Кертіс                         |
| 1941 | ф  | Народження блюзу            | Birth of the Blues       | Бетті Лу Кобб                             |
| 1942 | ф  | Зірково-смугастий ритм      | Star Spangled Rhythm     | сама себе                                 |
| 1943 | ф  | Вдень лавочки               | Happy Go Lucky           | Марджорі Стюарт                           |
| 1943 | ф  | Правда Життя                | True to Life             | Бонні Портер                              |
| 1946 | ф  | Ніч і день                  | Night and Day            | Бонні Портер                              |
| 1953 | ф  | Головна вулиця до Бродвею   | Main Street to Broadway  | сама себе                                 |
| 1955 | тф | Пітер Пен                   | Peter Pan                | Пітер Пен                                 |
| 1956 | тф | Народжений вчора            | Born Yesterday           | Біллі Дон                                 |
| 1957 | тф | Енні отримує вашу зброю     | Annie Get Your Gun       | Енні Оукл                                 |
| 1960 | тф | Пітер Пен                   | Peter Pan                | Пітер Пен                                 |
| 1979 | тф | Валентин                    | Valentine                | Грейсі Шварц                              |
| 1983 | с  | Човен кохання               | The Love Boat            | Ханна Гарві                               |
| 1985 | с  | Хардкасл і Маккормік        | Hardcastle and McCormick | Зора Хардкасл                             |

## Нагороди

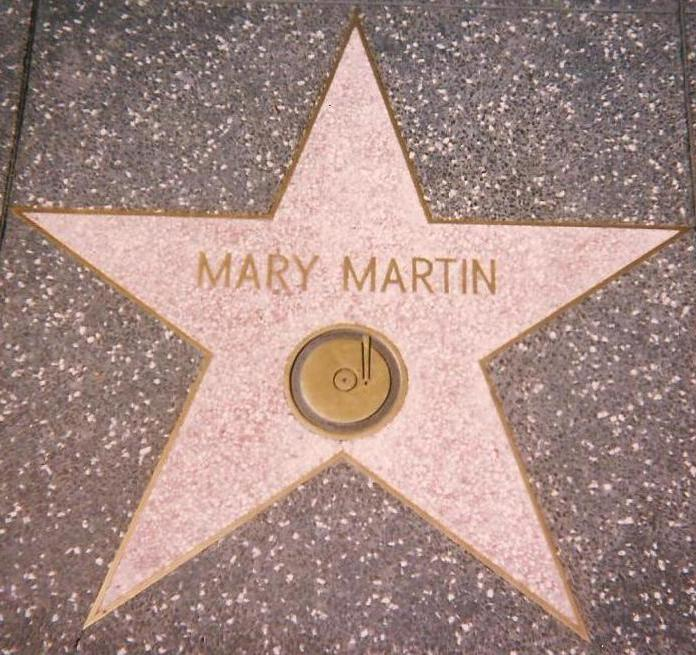
Зірка Мері Мартін на Голлівудській алеї слави, 1560 Вайн-стрит.

- Тоні

1948 — «Спеціальна премія»
1950 — «Найкраща жіноча роль в мюзиклі» («Південь Тихого океану»)
1955 — «Найкраща жіноча роль в мюзиклі» («Пітер Пен»)
1960 — «Найкраща жіноча роль в мюзиклі» («Звуки музики»)
- Еммі

1955 — «Найкраща акторка другого плану в телефільмі або міні-серіалі» («Пітер Пен»)